# Cistus albidus
Espèce
Classification APG II (2003)

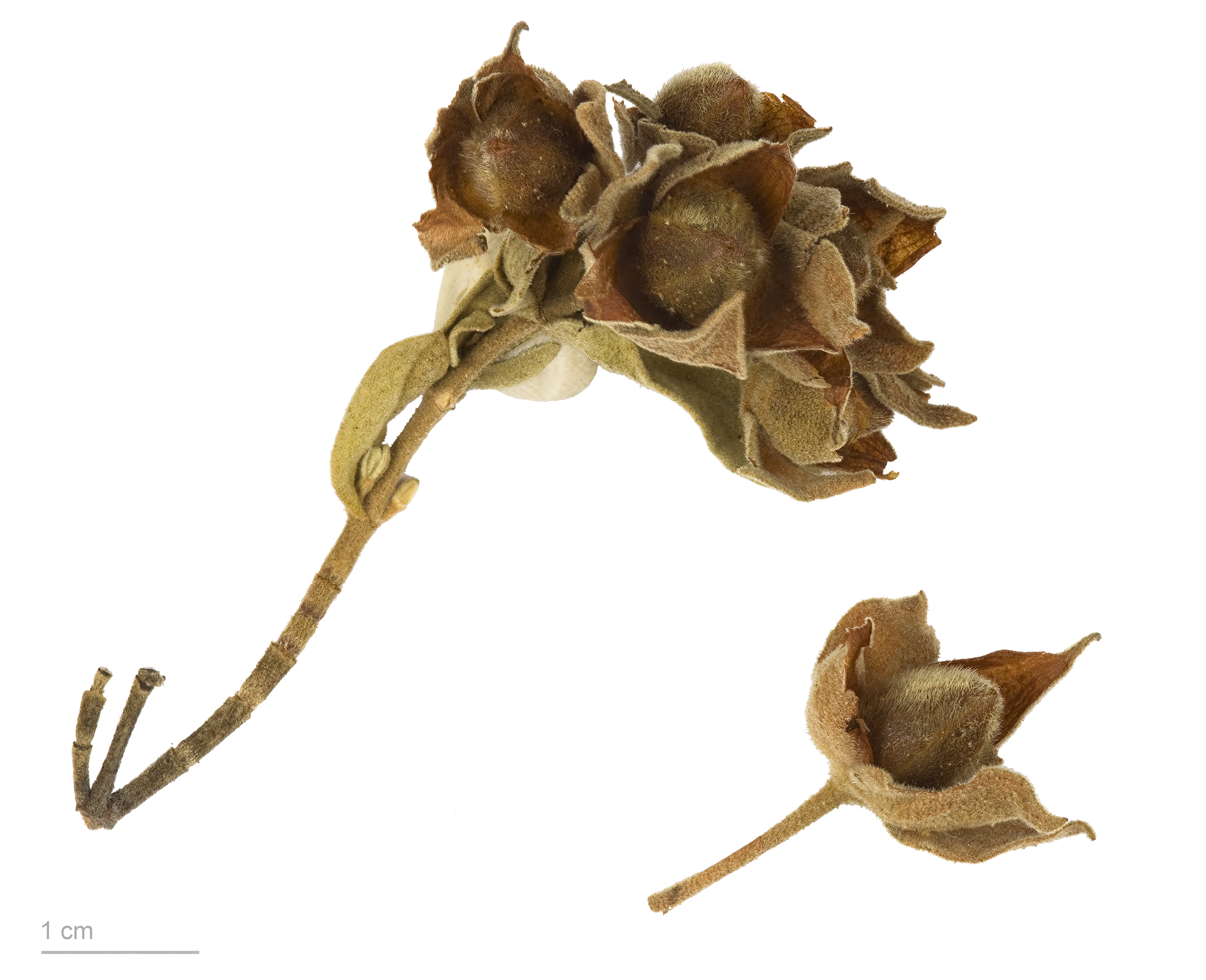
Cistus albidus - Muséum de Toulouse

Le Ciste cotonneux (Cistus albidus), appelé aussi Ciste blanc ou Ciste blanchâtre, est un arbrisseau caractéristique de la garrigue, supportant bien une période d’aridité et appréciant les sols calcaires.

## Dénomination
- La plante est connue en langue anglaise sous le nom de « rockrose » (rose des roches) ou « white dart ».

### Étymologie
Le nom ciste vient du grec ancien, κίσθος - kisthos, « boîte, capsule », allusion à la forme du fruit capsulaire.
L'épithète spécifique latin albidus, signifiant « blanchâtre », fait référence aux feuilles duveteuses caractéristiques et non aux fleurs qui sont de couleur rose. Il est d’ailleurs parfois appelé ciste blanchâtre ou ciste blanc.

## Caractéristiques

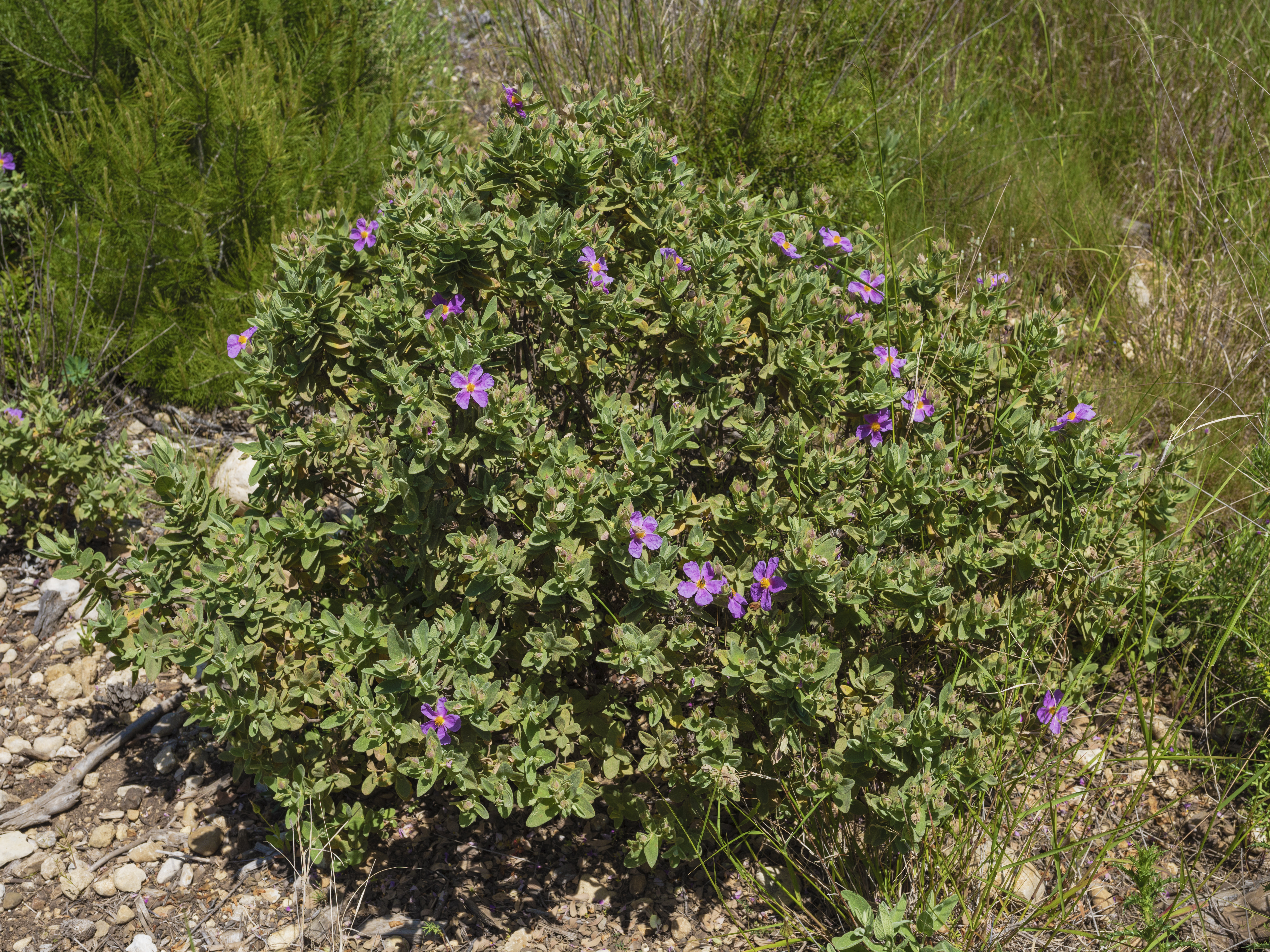
Un ciste cotonneux en fleur dans la Réserve naturelle régionale de Sainte Lucie

Le cistus albidus est un arbrisseau de la famille des cistacées de taille moyenne (entre 0,5 et 1,2 m. de hauteur).
Son feuillage persistant gris clair est composé de feuilles simples, sessiles, opposées, oblongues-elliptiques et couvertes de poils étoilés.
Sa floraison s’étale d’avril à juin et révèle une inflorescence en cyme unipare hélicoïde composée de fleurs formées par 5 pétales à l’aspect chiffonné et de couleur rose. Les fleurs attirent abeilles, papillons et autres insectes assurant une pollinisation entomogame.
Les fruits du Cistus albidus sont des capsules déhiscentes à 5 valves. La dissémination des fruits est épizoochore.

## Aire de répartition
Selon POWO, l'aire de répartition naturelle de cette espèce est le pourtour occidental de la Méditerranée, c'est-à-dire Algérie Baléares, Corse, France Italie Maroc Portugal Sardaigne Espagne.
En France métropolitaine, le ciste-blanc est présent surtout dans le Midi-Méditerranéen.